# Tố
Cơn tố (tiếng Anh: Squall), gọi tắt là tố (thuật ngữ ít phổ biến trong văn nói) là hiện tượng gió tăng tốc đột ngột, hướng cũng thay đổi bất chợt, nhiệt độ không khí giảm mạnh, độ ẩm tăng nhanh thường kèm theo dông, mưa rào hoặc mưa đá.

## Hình thành và miêu tả
Những đám mây có chân mây tối, tơi tả, thấp và thay đổi hình dạng liên tục báo trước tố sắp xảy ra. Tố hình thành khi không khí lạnh tràn vào vùng nóng và không khí nóng lên đột ngột. Tố thường xảy ra chừng vài phút.